# Pont des Trous

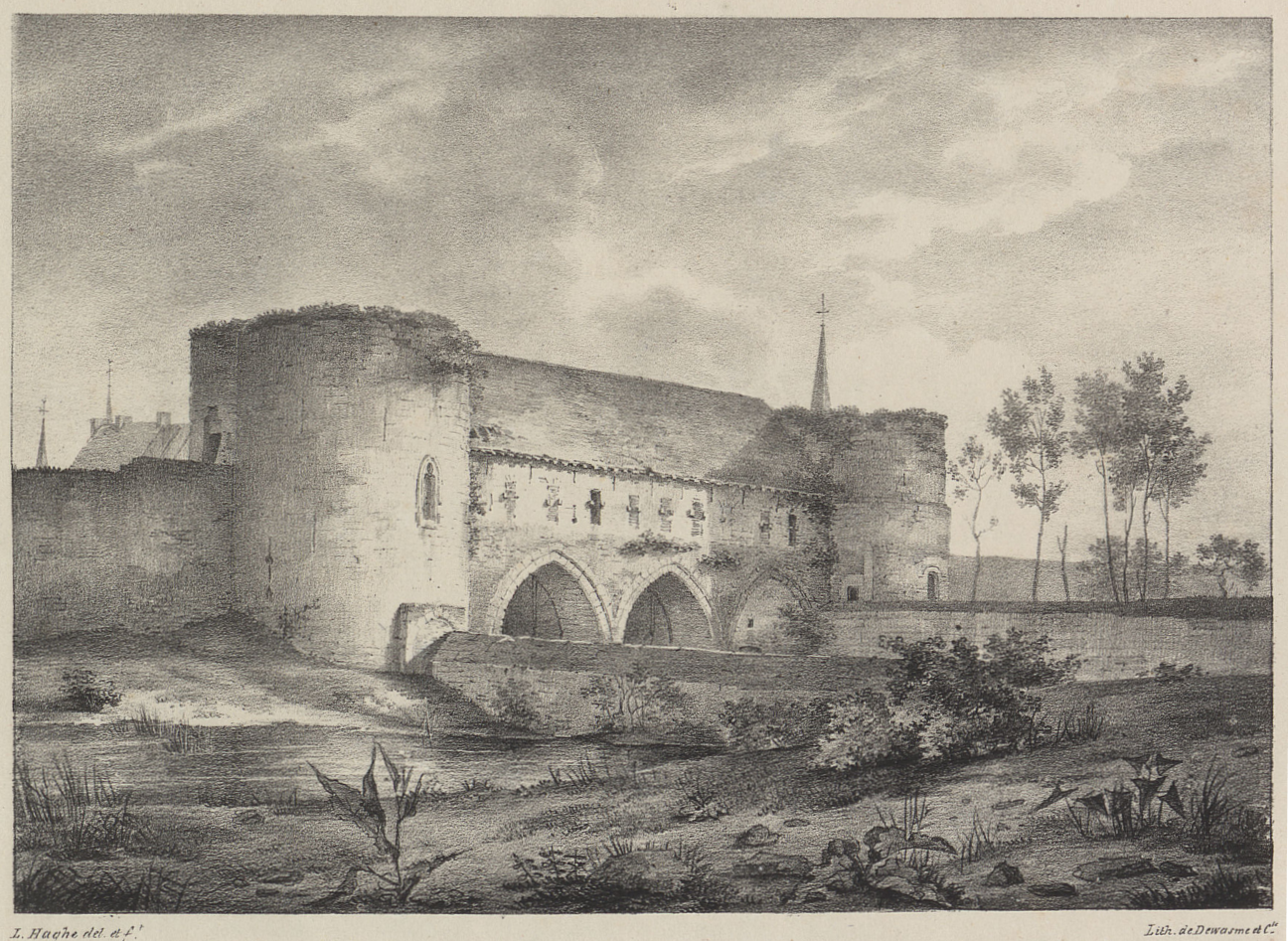
De brug vóór de restauratie van 1847, afgebeeld door Louis Haghe

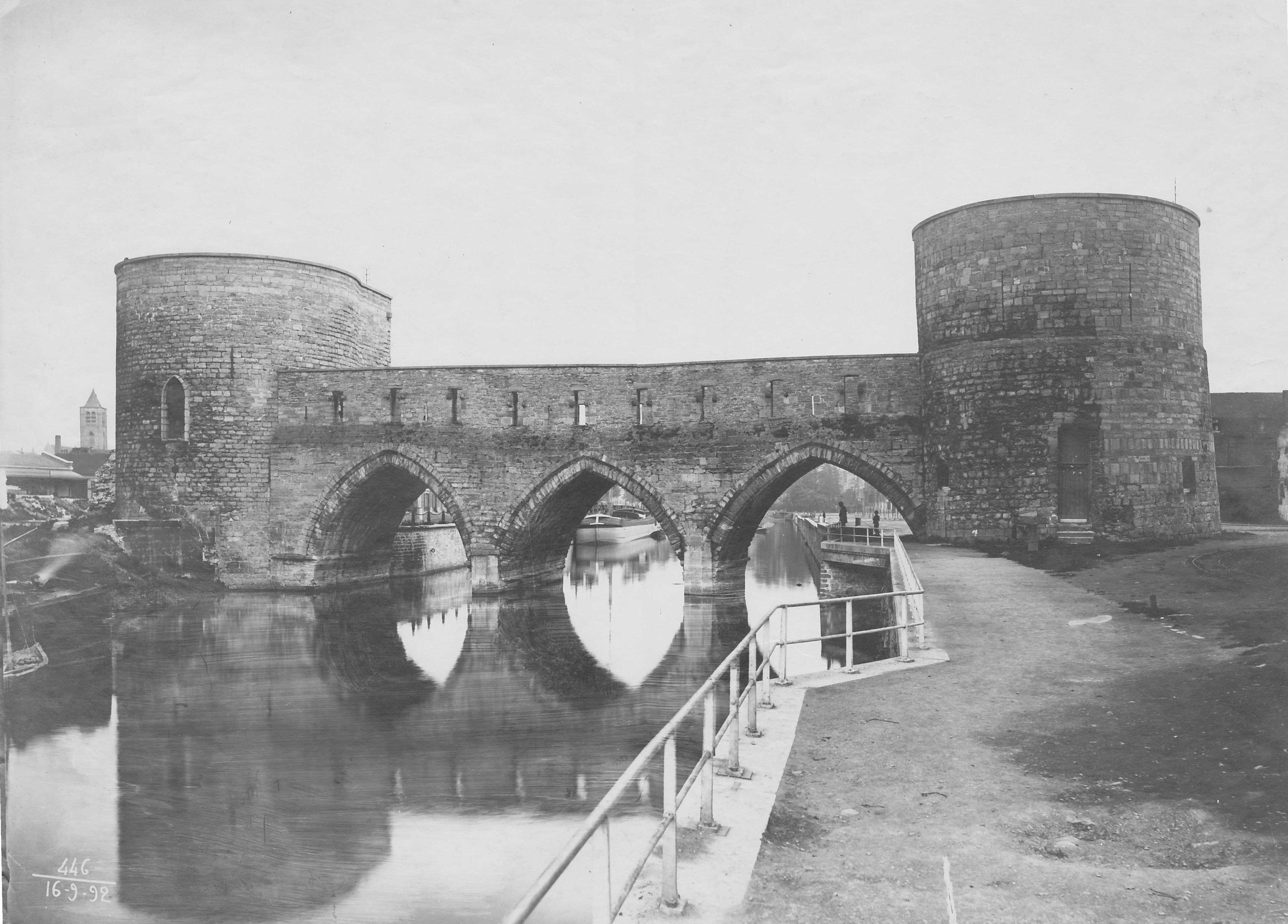
Foto uit 1892 richting centrum

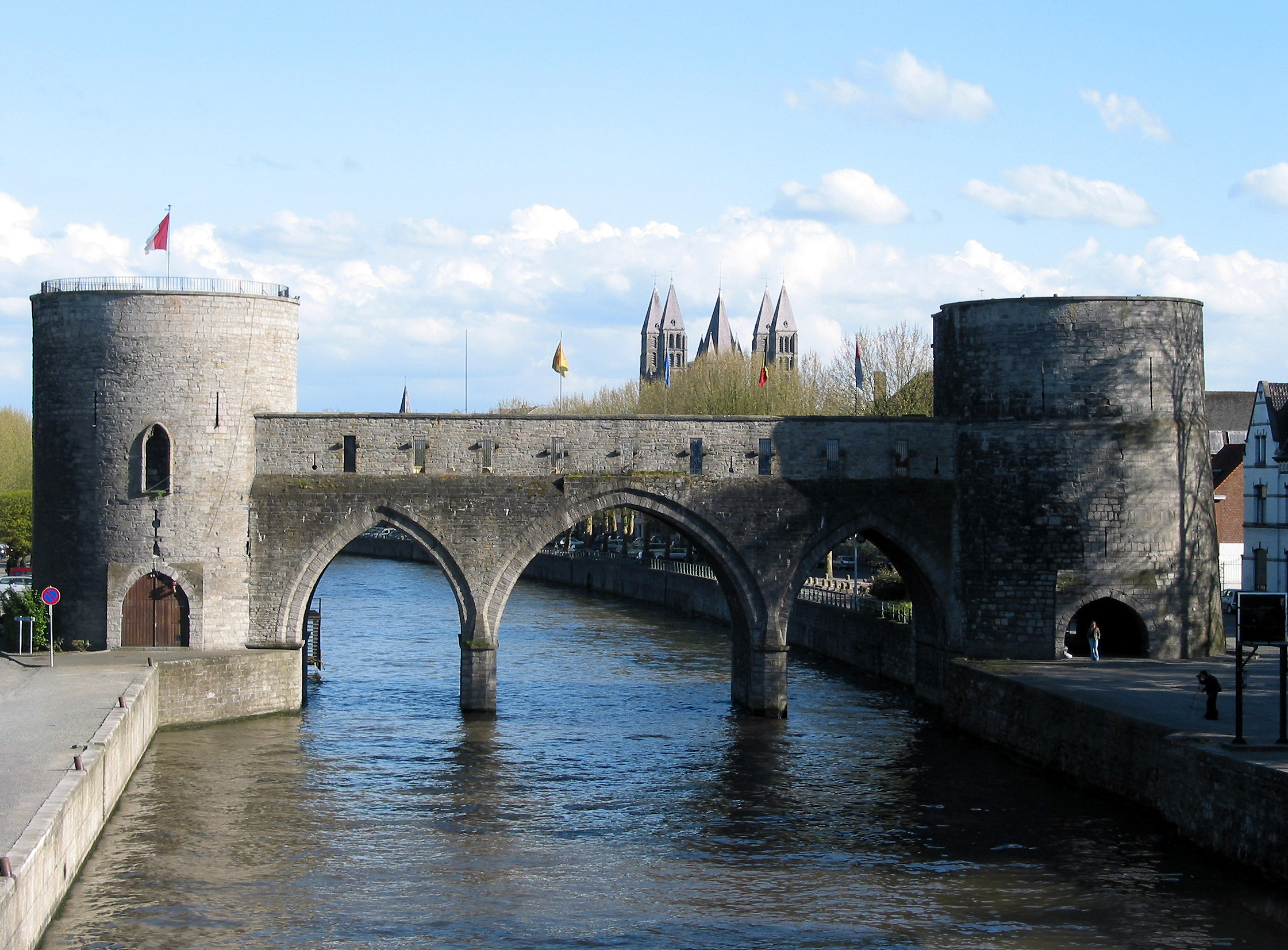
Zelfde zicht van de situatie met de verbrede middenboog (1948-2019)

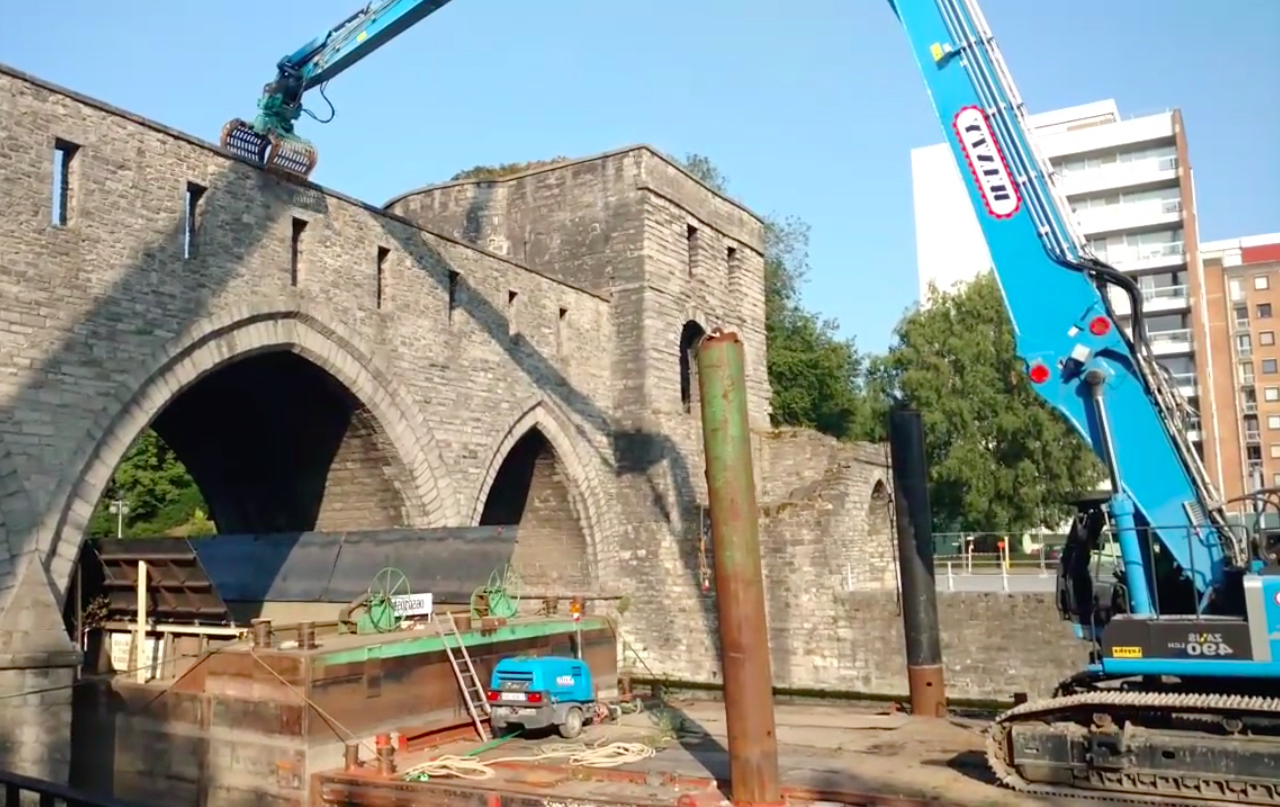
Pont des Trous bij de start van de afbraak

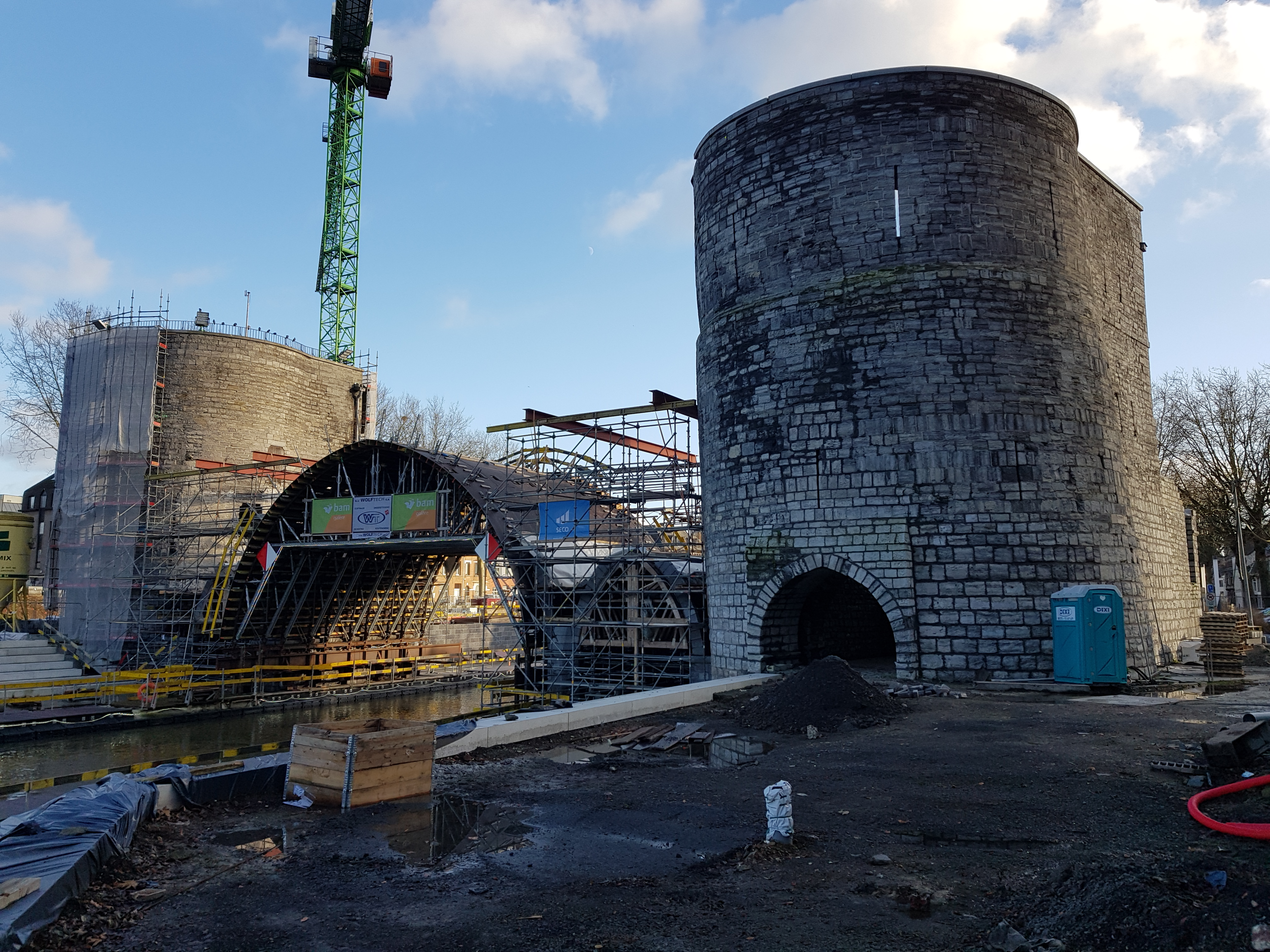
Pont des Trous tijdens de bouwwerken van de nieuwe boog (2022)

De Pont des Trous of Gatenbrug is een versterkte waterpoort op de Schelde in Doornik. Het is een van de oudste nog bestaande exemplaren in Europa en sinds 1991 een beschermd monument. In 1947-1948 werd het middendeel in aangepaste vorm heropgebouwd ten behoeve van een betere scheepvaartverbinding, en in 2019-2023 volgende om gelijkaardige redenen een tweede reconstructie. Telkens werd de middenboog groter gemaakt ten koste van de zijbogen.

## Geschiedenis
De brug heeft drie markante spitsbogen en maakte in de middeleeuwen deel uit van de derde stadsomwalling. Oorspronkelijk heette ze Pont des Arcs ('Bogenbrug'). De latere naam is 18e-eeuws en verwijst naar de sluis die vroeger een honderdtal meter stroomafwaarts lag.
De toren op de linkeroever (Tour du Bourdiel) dateert uit 1281, deze op de rechteroever (Tour de la Thieulerie) uit 1304. De torens zijn plat aan de stadskant en rond naar buiten toe. In 1329 werd de met valhekken afsluitbare brug voltooid. Elf jaar later bewees de versterking al haar nut, toen tijdens de Honderdjarige Oorlog de Engelse koning Edward III, gesteund door Vlaamse troepen, tevergeefs trachtte de waterpoort met ramschepen te forceren (1340).
In 1683 werd de Schelde gekanaliseerd tussen kaaimuren van enkele meters hoog. Hierdoor konden de poorten in de torens niet langer gebruikt worden. In 1832 kwam een einde aan de tolheffing waaraan passerende schepen vanouds waren onderworpen.
Bij een restauratie in 1847 verloor de brug het dak boven de weergang. Vanaf 1863 was Doornik niet langer een vestingstad en dreigde de Pont des Trous met de rest van de omwallingen te worden afgebroken, maar ze bleef bewaard.
Op speciaal verzoek van stedelijke notabelen spaarden de terugtrekkende Duitsers op 21 oktober 1918 de Pont des Trous als enige van de Doornikse bruggen. Aan het begin van de Tweede Wereldoorlog, op 19 mei 1940, werd de brug alsnog opgeblazen door terugtrekkende Engelsen. Bij de reconstructie in 1947-48 werd het geheel 2,40 meter opgetild, torens inbegrepen. Daarbij werd de middenboog hoger en breder gemaakt, ten koste van de zijbogen. De oorspronkelijke stenen werden genummerd en hergebruikt, maar uiteindelijk bleken ze toch te zeer aangetast en werden ze grotendeels vervangen.

## Aanpassing
In het kader van de Seine-Scheldeverbinding werd een gedeeltelijke afbraak gepland om schepen van CEMT-klasse Va toe te laten, maar in 2014 werd dit project om budgettaire redenen voor onbepaalde tijd verdaagd. Er was reeds grote commotie over ontstaan in erfgoedmiddens.
Bij een volksraadpleging in 2015 kregen de Doorniknaren verschillende opties voorgelegd om de centrale boog te vergroten, met de vraag in welk materiaal de brug nadien moest worden heropgebouwd. Ze kozen massaal voor steen. De bouwaanvraag die uiteindelijk werd ingediend, was echter veel abstracter dan de projecten die circuleerden ten tijde van het referendum. Een patrimoniuminspecteur meende dat het ging om een substantiële wijziging, waarvoor declassering van het monument vereist was. Daarop besliste de Waalse regering begin 2019 om het moderne ontwerp te laten varen.
Minister Carlo Di Antonio deelde op 19 maart 2019 mee dat het deel van de brug tussen de torens de volgende winter zou worden afgebroken, zonder dat evenwel een goedgekeurd reconstructieplan voorlag. Als reden verwees hij naar mogelijk verlies van Europese subsidies. Op 27 juni werd de vergunning afgeleverd voor de afbraak en heropbouw in een andere vorm van het middendeel. De werken vingen aan op 2 augustus. De nieuwe brug werd geopend in april 2023.

## Voetnoten
1. ↑  Tournai/Doornik, Het Stille Pand (bezocht op 3 november 2014)
2. ↑  Historique, Les amis de la Citadelle de Tournai (bezocht op 3 november 2014)
3. ↑  Pierre Mardaga (red.), Le patrimoine monumental de Belgique, vol. 6/2: Hainaut. Tournai-Mouscron, p. 494-495
4. ↑  Tournai: le pont des Trous restera intact, Le Soir, 2 september 2014
5. ↑  Travaux du pont des trous à Tournai: procédure irrégulière?, RTBF, 1 maart 2019
6. ↑  Pont des trous à Tournai: la Région Wallonne renonce au projet contemporain, RTBF, 19 maart 2019
7. ↑  (en) Dismantling of gothic bridge met with protest and dismay in Belgium. The Guardian. Geraadpleegd op 2 augustus 2019.
8. ↑  Afbraak historische brug Pont des Trous gestart, "we zien ons erfgoed letterlijk in het water vallen". VRT (2 augustus 2019). Geraadpleegd op 2 augustus 2019.
9. ↑  (fr) Le nouveau Pont des Trous à Tournai est attendu pour 2021. RTBF. Gearchiveerd op 22 november 2019. Geraadpleegd op 20 december 2019.
10. ↑  (fr)  Sarah Courcelle, La rénovation des quais de Tournai et du Pont des Trous, plus qu’un chantier, une «folle épopée» (sudinfo.be, 14 april 2023) Geraadpleegd op 27 april 2023.